# اوبوخوفسکی (آستراخان)
اوبوخوفسکی (به لاتین: Obukhovsky) یک منطقهٔ مسکونی در روسیه است که در استان آستراخان واقع شده‌است.